# Символдрама
Символдра́ма (от греч. symbolon — условный знак и drama — действие) — кататимно-имагинативная психотерапия, кататимное переживание образов, метод «сновидений наяву». Одно из направлений современной психоаналитически ориентированной психотерапии. Основу символдрамы составляет воображение («имагинация») на свободную или заданную психотерапевтом тему (мотив). Психотерапевт выполняет при этом сопровождающую функцию. 
Метод разработан известным немецким психотерапевтом, профессором Ханскарлом Лёйнером (1919—1996). В основе метода лежат концепции классического психоанализа, а также его современного развития. Понимание символики образов и процессов, происходящих в символдраме, значительно обогащается обращением к теории архетипов и коллективного бессознательного К. Г. Юнга, а также к разработанному им методу активного воображения. C феноменологической точки зрения, можно проследить параллели с детской игровой психотерапией и гештальттерапией. В техническом плане символдраме близки элементы ведения психотерапевтической беседы по К. Роджерсу и некоторые стратегии поведенческой терапии по Дж. Вольпе.

### Книги
- Барке У., Нор К. Кататимно-имагинативная психотерапия: Учебное пособие по работе с имагинациями в психодинамической психотерапии = Katathym Imaginative Psychotherapie: Lehrbuch der Arbeit mit Imaginationen in psychodynamischen Psychotherapien. — М.: Когито-Центр, 2019. — 397 с. — (Современная психотерапия). — 500 экз. — ISBN 978-5-89353-539-6.
- Боев И. В., Обухов Я. Л. Символдрама: коррекция личностных и поведенческих нарушений. — Ставрополь: Сервисшкола, 2009. — 167 с. — 500 экз. — ISBN 978-5-93078-664-4.
- Лёйнер Х. Кататимное переживание образов / Пер. с нем. Я. Л. Обухова. М., «Эйдос» 1996.
- Лёйнер Х. Направленное аффективное воображение // Хрестоматия по глубинной психологии / Сост. Л. А. Хегай. — М.: ЧеРо, 1996. — Т. 1. — С. 154-176. — 248 с. — (К. Г. Юнг и современный психоанализ). — 5,000 экз. — ISBN 5-88711-008-2.
- Обухов Я. Л. Символдрама. Введение в основную ступень. — Ростов-на-Дону: ООО «Мини Тайп», 2005.
- Обухов Я. Л. Символдрама: Кататимно-имагинативная психотерапия детей и подростков. — М., «Эйдос» 1997.
- Обухов Я. Л. Символдрама и современный психоанализ. Сборник статей. — Харьков: Регион-информ, 1999.
- Суортли У. Инициированная символьная проекция // Ассаджиоли Р. Психосинтез: Принципы и техники = Psychosynthes: A manual of principles and techniques. — М.: Эксмо, 2002. — С. 376-398. — 416 с. — (Психологическая коллекция). — 4,000 экз. — ISBN 5-04-008944-9.
- Leuner H. (2005): Katathym-imaginative Psychotherapie (KiP). Hrsg., Fortgeführt von Eberhard Wilke. Georg Thieme Verlag KG, Stuttgart 2005, 6. Auflage. ISBN 3-13-464406-1

### Статьи
- Лёйнер Х. Средняя ступень символдрамы. Ассоциативный метод. Введение / Пер. с нем. О. Хмельницкой, научная редакция И. Винова и Я. Обухова // Символдрама. — 2011, № 2-4 (7). — С. 4-9.
- Лёйнер Х. Средняя ступень символдрамы. Введение: оценка значения средней ступени / Пер. с нем. О. Хмельницкой, научная редакция З. Г. Кисарчук и Я. Л. Обухова // Символдрама. Осень 2010. — 2010, № 2 (5). — С. 4-7.
- Лёйнер Х. Средняя ступень символдрамы. Возможности средней ступени / Пер. с нем. О. Хмельницкой, научная редакция З. Г. Кисарчук и Я. Л. Обухова // Символдрама. — 2011, № 1 (6). — С. 4-8.
- Лёйнер Х. Творческая составляющая символдрамы: развитие креативности и творческое решение проблем / Пер. с нем. Н. Сребренниковой, научная редакция Я. Л. Обухова // Символдрама. Лето 2010. — 2010, № 1 (4). — С. 4-27.
- Обухов Я. Л., Родина Е. Н. Символдрама — вместе определяем развитие теории и практики. Итоги Международного симпозиума Open Space в г. Интерлакен, Швейцария, 27-30.08.2009. Символдрама. Лето 2010. — 2010, № 1 (4). — С. 28-32.
- Родина Е. Н. Гармония души и тела. Использование символдрамы и Имагинативной телесно-ориентированной психотерапии для лечения психосоматических заболеваний // Символдрама. — 2011, № 2-4 (7). — С. 12-19
- Kottje-Birnbacher L. (2001): Einführung in die Katathym-imaginative Psychotherapie. In: Imagonation / Österreichische Gesellschaft für Angewandte Tiefenpsychologie und Allgemeine Psychotherapie (ÖGATAP). 23.Jahrg., Nr. 4/2001. Wien: Facultas-Univ.-Verl.